# Tambovka (Crimea)
|  | Per a altres significats, vegeu «Tambovka». |

Tambovka (en (ucraïnès) i rus: Тамбовка) és un poble de la República Autònoma de Crimea a Ucraïna, que el 2014 tenia 719 habitants. Pertany al districte de Nijnegorski. Fins al 1948 la vila es deia Beixkurtkà-Vakuf.